# Isla Brock
La isla Brock (en inglés: Brock Island) es una isla que se encuentra en la parte occidental de las islas de la Reina Isabel en el archipiélago ártico canadiense, parte de los Territorios del Noroeste de Canadá. La isla posee 764 km² (59ª del país y 9ª de Territorios del Noroeste) y está al oeste de la isla Mackenzie King.
La superficie de la isla es plana (la elevación más alta es de 67 metros), su forma es aproximadamente rectangular (de 37 a 22 km).
Al igual que la isla King Mackenziey la isla Borden fue descubierta por los europeos por primera vez por Vilhjalmur Stefansson durante la expedición ártica de Canadá entre 1913-1918.